# Carlos Cuatrecasas Targa
Carlos Cuatrecasas Targa   (Barcelona, 14 de febrer de 1934) és un advocat barceloní.

## Biografia
Es va llicenciar en dret a la Universitat de Barcelona. Ha treballat com a corredor de comerç col·legiat a Berga, Sant Feliu de Guíxols, Arenys de Mar i Barcelona i com a notari a Barcelona. Ha ocupat desenes de càrrecs d'organitzacions civils a Catalunya, entre les quals destaquen: cofundador de Centre Català, president del Consell Executiu de la Universitat Ramon Llull, president del Cercle del Liceu, del Cercle d'Economia i de la Fundació Cercle d'Economia. També ha sigut secretari segon de la Junta Directiva de l'Orfeó Català, secretari del Consell Consultiu del Reial Club de Polo de Barcelona, membre de la Junta Directiva de la Germandat del Monestir de Santa Maria de Poblet, membre del Consell Assessor de la Fundació Santiago Dexeus Font, vocal de la Junta Directiva de la Societat del Gran Teatre del Liceu i membre del Patronat de la Fundació de Santa Maria de Poblet.